# Crisanto Grajales
Crisanto Grajales Valencia (Veracruz, 6 de maio de 1987) é um triatleta profissional mexicano. 

## Carreira
Campeão dos Jogos Centro-Americanos e do Caribe de 2014, em Veracruz, Em 2015, venceu os Jogos Pan-americanos, em Toronto 2015.
Crisanto competiu na Rio 2016, ficando em 12º lugar com o tempo de 1:47.28.